# 奧特馬·卡拉斯
奧特馬·卡拉斯（德語：Othmar Karas，1957年12月24日—）是奥地利籍的欧洲政治家，1999年當選歐洲議會議員至今，現屬奥地利人民党和歐洲人民黨。2022年1月成為歐洲議會第一副議長。
卡拉斯在欧洲议会屬經濟與貨幣事務委員會與稅務核釋和其他性質或效果類似措施特別委員會（Special Committee on Tax Rulings and Other Measures Similar in Nature or Effect）。2012年至2022年擔任歐洲議會副議長，2022年1月18日當選第一副議長。

## 外部連結
- 官方網站 （页面存档备份，存于）
- Personal profile of 奧特馬·卡拉斯 in the European Parliament's database of members